# Lawrence Agyekum
Pour les articles homonymes, voir Agyekum.
Lawrence Agyekum, né le 23 novembre 2003, est un footballeur ghanéen qui joue au poste de milieu de terrain au Cercle Bruges KSV.

## Biographie

### Carrière en club
Né au Ghana, Lawrence Agyekum est formé par la West African Football Academy, où il commence sa carrière en championnat du Ghana, fin 2019,,,.
Il rejoint le Red Bull Salzbourg en février 2022,, y faisant ses débuts la saison suivante,,.
Agyekum  est sacré champion d'Autriche lors de la saison 2022-23,.

## Palmarès
Red Bull Salzbourg
- Championnat d'Autriche
  - Champion en 2022-23